# Mercado de San Fernando

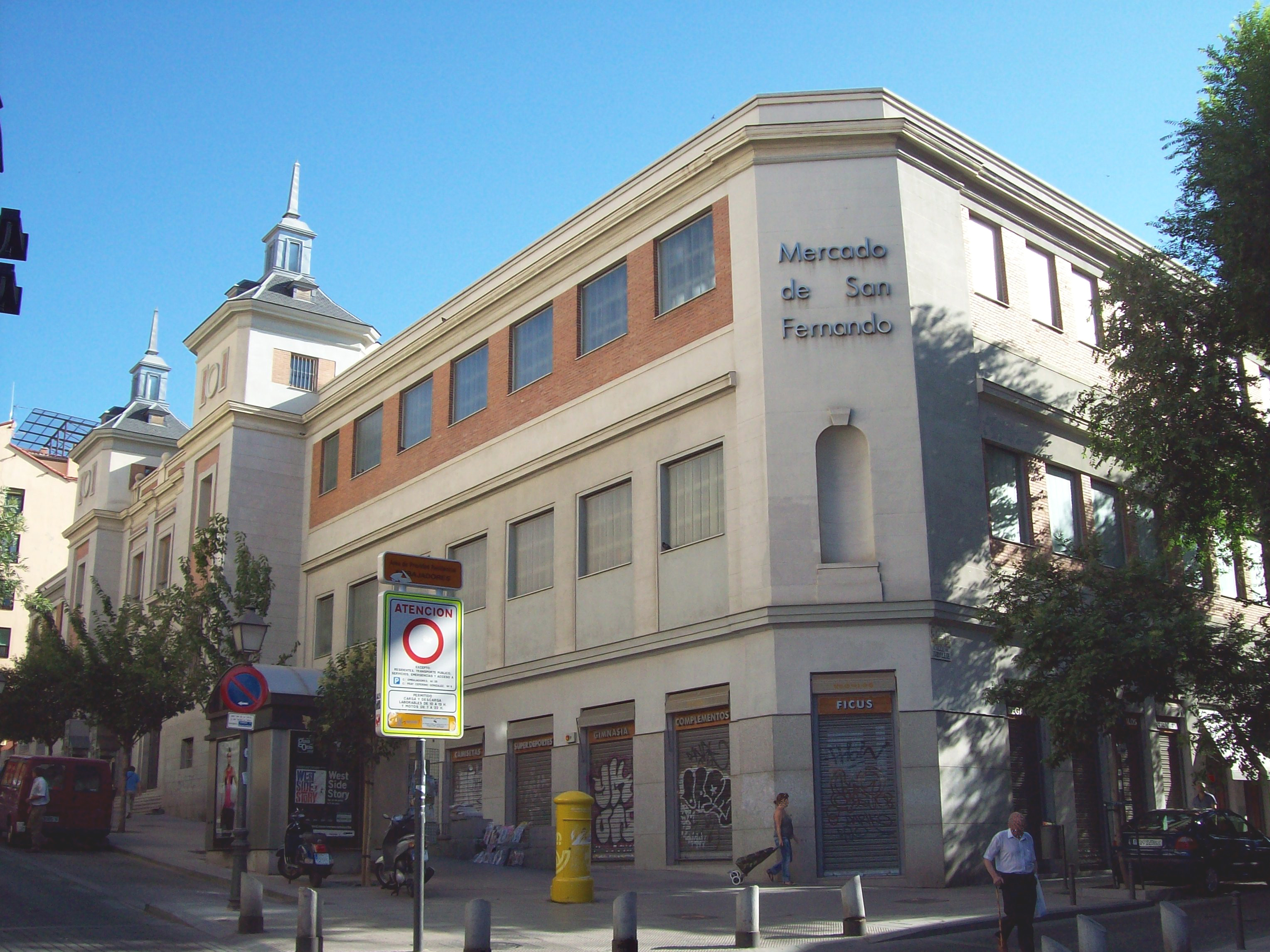
Fachada del Mercado

El Mercado de San Fernando (denominado también Mercado Municipal de Embajadores) es un edificio que hace las funciones de mercado de abastos en Madrid. Se encuentra ubicado en la calle de Embajadores (Distrito Centro), a camino entre el Casino de la Reina y la Plaza Agustín Lara. El mercado fue inaugurado en el año 1944 dando servicio a los vecinos de Lavapiés y parte de la Arganzuela. El diseño se debe al arquitecto Casto Fernández-Shaw. Ha sufrido varias restauraciones a finales del siglo XX. Desde 2007 se amplió parte de la segunda planta y se instaló el Centro de Atención Primaria de Lavapiés. Alberga en su interior espacio para una treintena de puestos de venta.

## Historia
El mercado se edificó en el solar abandonado por el Colegio de las Escuelas Pías de San Fernando que queda derruido por un incendio. En 1943 el Ayuntamiento de Madrid convoca a un concurso para escoger el proyecto arquitectónico del mercado ubicado en la zona del rastro madrileño como un mercado de barrio. El arquitecto español Casto Fernández-Shaw obtiene finalmente el concurso. El mercado ofrece sus alimentos típicos a la gastronomía local.

## Características
El edificio, de estilo neoherreriano, se encuentra ubicado en una calle con fuerte pendiente. Se distribuyen los edificios en tres plantas edificadas sobre hormigón con fachadas mezcla de ladrillo y granito. Las cubiertas están acabadas en torres finalizadas en chapitel. El edificio es de trazado simple con la excepción de la entrada principal.